# .iq
.iq — национальный домен верхнего уровня (ccTLD) для Ирака. Домен был зарегистрирован в 1997 году, но оставался неактивным много лет. Домен был записан на компанию «the Alani corporation», принадлежавшую Байану Элаши (Bayan Elashi).
В 2002 году Байан Элаши был арестован США за связи с террористической организацией ХАМАС, отмывание денег и другие преступления. В апреле 2005 года осужден. И все это время домен был неактивен.
В 2004 году премьер-министр Аллави направил ICANN письмо и попросил ICANN начать процесс повторного делегирования домена на Национальную комиссию по коммуникациям (NCMC).
В 2005 году домен .iq перешел NCMC.

## Домены 2-го и 3-го уровней
В этом национальном домене насчитывалось около 757 веб-страниц (по состоянию на январь 2007 года).
В наше время используются и принимают регистрации доменов 3-го уровня такие доменные суффиксы (соответственно, существуют такие домены 2-го уровня):
- gov.iq: государственные субъекты
- edu.iq: образовательные учреждения
- com.iq: коммерческие юридические лица
- mil.iq: военные учреждения
- org.iq: некоммерческие организации
- net.iq: поставщики сети